# Sinecalca confusa
Sinecalca confusa är en fjärilsart som beskrevs av Paul E. Whalley 1971. Sinecalca confusa ingår i släktet Sinecalca och familjen Thyrididae. Inga underarter finns listade i Catalogue of Life.